# らりるRIE
らりるRIE（らりるりえ、1984年8月18日 - ）は、日本のお笑い芸人。キャストパワー所属。本名、緒方 里恵（おがた りえ）。

## 来歴・人物
熊本県熊本市出身。女優になるのを目指して上京。日本大学芸術学部演劇学科演技コースを2007年に卒業後に8年間女優として活動し、その後にものまねタレントに転身し、物真似、ものまねメイク術をメインに活動。
身長165cm。趣味は宝塚歌劇団観劇、動物（ハムスター、クワガタムシ）を育てること。特技は歌うこと。動物好きは子供の頃からで、その頃から頭に鳥を乗せたり、ポケットにカナヘビを入れたりして出かけていたことがあった。今でもハリネズミ、ヒョウモントカゲモドキをペットにしており一緒に連れていくことがある。動物・昆虫好きが高じて昆虫ゼリー、ドッグフードも食べていたことがある。 
芸名は、大人から子供まで幅広い年齢層の人々に覚えてもらえるように、言葉遊びの様な意味を持たせて名付けたという。
両親は地元・熊本で開業医をし、兄は大学病院に勤務。熊本の慈恵病院は親戚にあたり、らりるRIEも同病院で生まれている。叔母は東大寺別格本山のハワイ東大寺の住職。曾祖父は軍医で、梅毒血清反応の一つ・緒方法の考案者。実家にある家系図によると、平安時代末期・鎌倉時代初期の武将の緒方惟栄の末裔で、分家では尾形光琳や緒方洪庵も祖先。祖母方も菅原道真の家の直系ということである。
歌も好きなので歌真似、物真似をやろうと思い立って、タレントに似せたメイクをした写真を現所属事務所に送り、所属が決まる。
2018年6月から、坂上忍のものまねをするかずみんとのユニット「坂上カレン」として活動、坂上カレンとしてM-1グランプリにも出場。
2019年、SHELLYの物マネで今夜くらべてみましたに登場。
2020年10月4日からYoutubeにてブリッヒー！News Channelの動画に参加し始めた。
2021年8月からは、はつぞのゾノ（元・奇天烈オムレツ）との、『ドクターX』の大門未知子のものまねを二人でするユニット「ダブルエックス」の活動を開始、このユニットでもM-1グランプリに出場。
2023年8月末でノーリーズンを退所。
2023年11月3日、新たに芸能事務所キャストパワーに所属したことを公式Twitterで発表した。
2024年2月に乳がんステージ0を報告。4月に手術を受け今は復帰している。

## 芸風
近年は滝沢カレンのものまねで多く出演。滝沢に似せるために、髪も多くカットして全く同じ髪型にした。滝沢本人がらりるRIEの出演したモノマネ番組を視聴し、自身のモノマネについてインスタグラムで言及、ネットニュースにもなった。また、24時間テレビでは、滝沢の前でものまねを披露した。
なお、滝沢のものまねをする新しいものまね芸人が現れないか毎日ヒヤヒヤしていたという（しかし福田彩乃が滝沢のものまねをしていたことがあった）。また、それまでに滝沢本人から公認が無いままで滝沢と撮った2ショット写真を勝手にSNSにあげたこともあったが、2019年1月22日放送『有田哲平の夢なら醒めないで』（TBS）の企画を通じて、滝沢本人から「どんどんやって欲しい」と公認を得ることが出来た。
この他モノマネメイクを得意としており、以下のモノマネメイクやものまね芸を演じたことがある。
- メラニア・トランプ
- 中島美嘉（映画「バイオハザード」ゾンビ役の時の）
- 加藤紗里
- 蛯原友里
- 大政絢
- SHELLY
- 米倉涼子
- 鈴木その子
- 中谷美紀
- 柴咲コウ
- AI
- 水原希子
- 栗原類
- ダレノガレ明美
- 加藤諒
- 日村勇紀（バナナマン）
- GACKT
- マイケル・ジャクソン
- ロバート・ダウニー・Jr
- シザーハンズ
- アリアナ・グランデ
- セロ
- 夏木マリ
- 杉本彩
- 福士加代子
- 呪怨の伽椰子
- ヴァンパイア
- 一人宝塚
など

## 出演
（）

### 映画
- ラストサマー ～メモリーズ～（2003年）
- ROCKERS（2003年）
- 空想科学ジュブナイル映画「あの空のむこう」鈴由千絵役（2006年）[22]

### テレビ

#### ドラマ
- 若っ人ランド（テレビ熊本）- 『「みんなの映画」〜ショートムービーを創ろう〜』優子 役（2003年）
- 月の恋人〜Moon Lovers〜（フジテレビ）第2話 クリスチャン・ディオール店員 役
- GOLD（フジテレビ）- 第4話
- 夏の恋は虹色に輝く（フジテレビ）- 第3話
- LADY〜最後の犯罪プロファイル〜（TBS）- 第2話
- ドラマスペシャル 熱中時代（日本テレビ、2011年4月9日）- 氷室風花の母親 役

#### バラエティ
- 踊る!さんま御殿!!（日本テレビ）- 2010年、再現VTR 居酒屋店員 役
- 爆笑そっくりものまね紅白歌合戦スペシャル（フジテレビ）- 2017年9月8日（初出演）
- ものまねグランプリ（日本テレビ）- 2018年5月22日（初出演）、2018年10月2日、2018年12月18日
- 24時間テレビ 「愛は地球を救う」 41（日本テレビ）- 2018年8月26日 AM5:21頃から「日本列島！スターものまね天気予報」で滝沢カレンのものまねで出演[23]
- お願い!ランキング（テレビ朝日）- 2018年8月28日
- 有田ジェネレーション（TBS）- 2018年9月13日   ユニット「坂上カレン」で初出演
- 朝まであらびき団SP あら1グランプリ2018（TBS）- 2018年12月29日 「かずみん&RIE」として出演
- 有田哲平の夢なら醒めないで（TBS）- 2019年1月22日
- ウチのガヤがすみません!（日本テレビ）- 2019年6月4日  ユニット「坂上カレン」で初出演
- 今夜くらべてみました（日本テレビ）- 2019年9月25日
- 関ジャニ∞クロニクル（フジテレビ）- 2019年11月16日
- その他の人に会ってみた（TBS）- 2020年2月18日　ユニット「坂上カレン feat ぴっかり高木」で初出演
- 今夜9時！ものまね紅白歌合戦！超絶オーディション＆新ネタ旬ネタ見どころ先出しSP（フジテレビ）- 2020年5月2日　ユニット「ものまねドクターX軍団」大門未知子ものまねで出演
- 今夜9時!!ものまね紅白歌合戦　これを観れば100倍楽しくなる予習スペシャル（フジテレビ）- 2020年9月19日 SNS生配信中の滝沢カレンのものまねで出演
- DASHでイッテQ!行列のできるしゃべくり日テレ系人気番組No.1決定戦2020（日本テレビ）- 2020年10月4日
- ものまね芸人151人がガチで選んだいま本当にスゴイ!ものまねランキング （テレビ東京）- 2021年1月2日　コラボ「No.ナオト&らりるRIE」として出演   24位/845ネタ
- 華丸大吉&千鳥のテッパンいただきます!（フジテレビ）- 2021年2月2日　コラボ「No.ナオト&らりるRIE」として出演
- 行列のできる法律相談所（日本テレビ）- 2021年5月2日
- 行列のできる相談所（日本テレビ）- 2022年4月24日、2022年7月31日、2022年9月25日
- アプリ学院！（BS11）- 2022年7月5日（初出演）、2022年7月12日、2022年7月19日
- ものまねグランプリ（日本テレビ）- 2022年10月25日
- 内村＆さまぁ〜ずの初出しトークバラエティ 笑いダネ（日本テレビ）- 2023年1月3日
- チョコプランナー（テレビ朝日）- 2023年8月14日
- 行列のできる相談所（日本テレビ）- 2024年5月12日、2024年6月30日
- 行列のできる相談所（日本テレビ）- 2025年3月17日

### CM
- クラシエフーズ「ねるねるねるね」- 2003年、サウンドロゴ
- 明治「果汁グミ」- 2012年、ナレーション、歌唱（仮歌）

### インターネット配信
- お願い！ランキング（2018年10月28日、AbemaTV）
- ぶるぺん（2018年11月27日、GYAO!）
- 7.2 新しい別の窓「第11回 7.2新しい別の窓 第1回ななにーpresents THE ものマネー」（2019年2月3日、AbemaTV）
- Wの悲喜劇「#79「私"ヒモ男養成ギブス"です」」（2019年9月21日、AbemaTV）
- 7.2 新しい別の窓「第21回 7.2新しい別の窓 2019ななにー大運動会」（2019年12月1日、AbemaTV）
- 7.2 新しい別の窓「第22回 7.2新しい別の窓 元旦SP」（2020年1月1日、AbemaTV）

### VP
- 警視庁（2010年）
- ヴィクトリアゴルフ（2011年）

### 雑誌
- わんわん共和国（扶桑社　2002年）
- DolceVita No.15（女子大生情報誌、2005年）
- metro min No.61（スターツ出版　2007年）
- Gothic&Lolita Bible Vol.32（ジェイ・インターナショナル　2009年）